# 82 Gwardyjska Dywizja Strzelecka
82 Gwardyjska Dywizja Strzelecka (ros. 82-я гвардейская стрелковая дивизия) – związek taktyczny (dywizja piechoty) Armii Czerwonej, uczestniczyła m.in. w zdobyciu Berlina, stolicy III Rzeszy.

## Historia
82 Gwardyjska Dywizja Strzelecka powstała 19 marca 1943 przez przemianowanie 321 Dywizji Strzeleckiej. Jej szlak bojowy w walce z armiami reżimu III Rzeszy prowadził z rejonu Ługańska, przez Izium, Zaporoże, Odessę, Kowel, Parczew i Stoczek Łukowski. Tu przeprawiła się 82 Gwardyjska Dywizja Strzelecka przez rzekę Wisłę i walczyła o utworzenie i utrzymanie  przyczółka warecko-magnuszewskiego. 
Następnie w ramach ofensywy styczniowej która ruszyła 12 stycznia 1945 uczestniczyła w walka o usunięcie okupacyjnych rządów reżimu III Rzeszy z Łódzi i z Poznania. W czasie walk o Łódź kapitan Borys Bieliajew dowodzący jednym z batalionów 82 Gwardyjskiej Dywizji Strzeleckiej za umiejętne dowodzenie i odwagę zdobył tytuł Bohatera Związku Radzieckiego. W czasie walk o zdobycie Poznania poległo wielu żołnierzy służących w 82 Gwardyjskiej Dywizji Strzeleckiej, wśród nich byli też oficerowie: płk Wasilij Uskow, płk Wienian Klepikow, mjr Borys Bieliajew, kpt. Aleksiej Popow, kpt. Piotr Streszko i kpt. Fiodor Szarupow. W zdobyciu cytadeli poznańskiej nocą 23 lutego 1945 uczestniczyli żołnierze z 244 i 246 Gwardyjskiego Pułku Piechoty, należących do 82 Gwardyjskiej Dywizji Strzeleckiej.
Następnie, 82 Gwardyjska Dywizja Strzelecka uczestniczyła w zdobyciu stolicy III Rzeszy - Berlina. Szlak bojowy zakończyła w rejonie Erfurtu

## Dowództwo dywizji
Dowódcy:
- gen. dyw. Iwan Makarenko (19.03.1943 - 01.04.1944),
- ppłk Matwiej Karnauchow (02.04.1944 - 08.05.1944),
- gen. dyw. Gieorgij Chetagurow[2] (09.05.1944 - 23.04.1945),
- gen. dyw. Michaił Duka (24.04.1945 - 31.05.1945)[1].

Szefowie sztabu:
- płk Andriej Mandrika[3].

## Struktura organizacyjna
Skład 11 kwietnia 1943:
- 242 Gwardyjski Pułk Piechoty,
- 244 Gwardyjski Pułk Piechoty,
- 246 Gwardyjski Pułk Piechoty,
- 185 Gwardyjski Pułk Artylerii[5].